# Ấ
Ấ, ấ – litera rozszerzonego alfabetu łacińskiego, powstała poprzez połączenie litery A z akutem i cyrkumfleksem. Wykorzystywana jest w języku wietnamskim. Oznacza dźwięk [ə˧˥], tj. szwę wymawianą z tonem sắc (wysokim wznoszącym się).

## Kodowanie
| Znak                   | Ấ                                                | Ấ                                                | ấ                                        | ấ                                        |
| ---------------------- | ------------------------------------------------ | ------------------------------------------------ | ---------------------------------------- | ---------------------------------------- |
| Nazwa w Unikodzie      | Latin capital letter A with circumflex and acute | Latin capital letter A with circumflex and acute | Latin letter A with circumflex and acute | Latin letter A with circumflex and acute |
| Kodowanie              | dziesiątkowo                                     | szesnastkowo                                     | dziesiątkowo                             | szesnastkowo                             |
| Unicode                | 7844                                             | U+1EA4                                           | 7845                                     | U+1EA5                                   |
| UTF-8                  | 225 186 164                                      | e1 ba a4                                         | 225 186 165                              | e1 ba a5                                 |
| Odwołania znakowe SGML | &#7844;                                          | &#x1EA4;                                         | &#7845;                                  | &#x1EA5;                                 |